# Widryny
Widryny (deutsch Widrinnen) ist ein Dorf in Polen in der Woiwodschaft Ermland-Masuren. Es gehört zur Stadt- und Landgemeinde  Reszel (Rößel) im Powiat Kętrzyński (Kreis Rastenburg).

## Geographische Lage
Widryny liegt im Nordosten Polens, 40 Kilometer südlich der Grenze zum russischen Oblast Kaliningrad, am Südufer des Widrinner Sees (polnisch Jezioro Widryńskie). Bis zur Kreisstadt Kętrzyn (deutsch Rastenburg) sind es 17 Kilometer in nordöstlicher Richtung.

## Geschichte
1378 legte der Besitzer der umliegenden Güter an der Stelle des heutigen Widryny seinen Sitz auf einer Fläche von 10 Hufen an. 1563 lebten in dem Dorf sowohl Deutsche als auch Polen, 1693 nur noch Polen. 1820 gab es im Dorf 22 Wohngebäude. 1837 öffnete die Dorfschule.
1874 wurde Widrinnen in den neu errichteten Amtsbezirk Rehstall (polnisch Stachowizna) eingegliedert, der am 22. Juni 1929 in „Amtsbezirk Pülz“ (polnisch Pilec) umbenannt wurde und bis 1945 zum Kreis Rastenburg im Regierungsbezirk Königsberg in der preußischen Provinz Ostpreußen gehörte. Bis 1929 war Widrinnen außerdem in das Standesamt Rehstall einbezogen, danach bis 1945 in das Standesamt Bäslack (polnisch Bezławki).
1945, am Ende des Zweiten Weltkrieges, marschierte die Rote Armee in die Gegend ein. Als Folge des Krieges wurde Widrinnen als „Widryny“ Teil der Volksrepublik Polen. 1973 wurde das Schulzenamt Widryny, zu welchem die Ortschaften Grzybowo (Spiegels-Korschen), Pasterzewo (Pastern), Śpigiel (Spiegels) und Śpiglówka (Spieglowken, 1938 bis 1945 Spiegelswalde) gehören, Teil der Gemeinde Reszel (Rößel) im Powiat Kętrzyński (Kreis Rastenburg). 1975 wurde ein Gebäude für ein Einzelhandelsgeschäft errichtet, 1976 wurde in Widryny eine achtklassige Grundschule betrieben.

### Einwohnerentwicklung
| Jahr | Anzahl |
| ---- | ------ |
| 1820 | 309    |
| 1885 | 549    |
| 1905 | 508    |
| 1910 | 448    |
| 1933 | 794    |
| 1939 | 784    |
| 2011 | 131    |

## Kirche
Bis 1945 war Widrinnen in die evangelische Kirche Warpuhnen in der Kirchenprovinz Ostpreußen der Kirche der Altpreußischen Union sowie in die katholische Kirche Legienen im damaligen Bistum Ermland eingepfarrt.
Heute gehört Widryny sowohl evangelischerseits als auch katholischerseits zu Warpuny (Warpuhnen) – in der Diözese Masuren der Evangelisch-Augsburgischen Kirche in Polen bzw. im jetzigen Erzbistum Ermland in der polnischen katholischen Kirche.

## Verkehr
Das Dorf Widryny liegt an keiner größeren Straße. Über eine Nebenstraße kann im Norden nach etwa zwei Kilometern die Woiwodschaftsstraße 590 erreicht werden. 
Der Ort verfügt über keinen eigenen Bahnanschluss. 
Der nächstgelegene internationale Flug|hafen ist der Flughafen Kaliningrad, der sich etwa 110 Kilometer nordwestlich auf russischem Hoheitsgebiet befindet. Der nächste internationale Flughafen auf polnischem Staatsgebiet ist der etwa 180 Kilometer westlich befindliche Lech-Wałęsa-Flughafen Danzig. 